# Кубок Данії з футболу 2018—2019
Кубок Данії з футболу 2018–2019 — 65-й розіграш кубкового футбольного турніру в Данії. Титул вперше здобув Мідтьюлланн.

## Календар
| Раунд        | Дата                        | Матчі | Клуби    |
| ------------ | --------------------------- | ----- | -------- |
| Перший раунд | 7-15 серпня 2018            | 44    | 102 → 58 |
| Другий раунд | 4-12 вересня 2018           | 26    | 58 → 32  |
| 1/16 фіналу  | 25 вересня - 10 жовтня 2018 | 16    | 32 → 16  |
| 1/8 фіналу   | 31 жовтня - 5 грудня 2018   | 8     | 16 → 8   |
| 1/4 фіналу   | 27 лютого - 14 березня 2019 | 4     | 8 → 4    |
| 1/2 фіналу   | 3-4 квітня 2019             | 2     | 4 → 2    |
| Фінал        | 17 травня 2019              | 1     | 2 → 1    |

## 1/16 фіналу
| Команда 1            | Рахунок | Команда 2      |
| -------------------- | ------- | -------------- |
| 25 вересня 2018      |         |                |
| Ледоє-Сморум (4)     | 1:2     | Хобро          |
| Кольдинг (3)         | 2:1     | Раннерс        |
| 26 вересня 2018      |         |                |
| Ундестед (6)         | 0:3     | Вендсюссель    |
| Яммербугт (3)        | 0:1     | Есб'єрг        |
| Болдклуббен 1908 (4) | 2:4     | Марієнлюст (3) |
| Далум (3)            | 1:2     | Мідтьюлланн    |
| Нествед (2)          | 1:0     | Сількеборг (2) |
| Орхус Фремад (3)     | 1:5     | Орхус          |
| Роскілле (2)         | 0:5     | Ольборг        |
| Фредерісія (2)       | 0:2     | Сеннер'юск     |
| ГБ Кеге (2)          | 0:4     | Норшелланн     |
| 27 вересня 2018      |         |                |
| Вібю (4)             | 0:3     | Копенгаген     |
| Гіллеред (3)         | 1:4     | Брондбю        |
| 3 жовтня 2018        |         |                |
| Міддельфарт (3)      | 0:3     | Горсенс        |
| Тістед (2)           | 0:2     | Оденсе         |
| 10 жовтня 2018       |         |                |
| Нюкебінг (2)         | 1:2     | Вайле          |

## 1/8 фіналу
| Команда 1         | Рахунок | Команда 2   |
| ----------------- | ------- | ----------- |
| 31 жовтня 2018    |         |             |
| Нествед (2)       | 2:1     | Орхус       |
| Ольборг           | 1:0     | Горсенс     |
| Кольдинг (3)      | 3:1 дч  | Вайле       |
| 1 листопада 2018  |         |             |
| Мідтьюлланн       | 2:0     | Копенгаген  |
| 6 листопада 2018  |         |             |
| Хобро             | 2:4     | Оденсе      |
| 7 листопада 2018  |         |             |
| Сеннер'юск        | 1:2 дч  | Есб'єрг     |
| 22 листопада 2018 |         |             |
| Марієнлюст (3)    | 1:4     | Брондбю     |
| 5 грудня 2018     |         |             |
| Норшелланн        | 0:1     | Вендсюссель |

## 1/4 фіналу
| Команда 1       | Рахунок      | Команда 2   |
| --------------- | ------------ | ----------- |
| 27 лютого 2019  |              |             |
| Оденсе          | 2:2 пен. 3:2 | Есб'єрг     |
| 28 лютого 2019  |              |             |
| Вендсюссель     | 0:2          | Брондбю     |
| 13 березня 2019 |              |             |
| Кольдинг (3)    | 0:2          | Мідтьюлланн |
| 14 березня 2019 |              |             |
| Нествед (2)     | 1:3          | Ольборг     |

## 1/2 фіналу
| Команда 1     | Рахунок | Команда 2 |
| ------------- | ------- | --------- |
| 3 квітня 2019 |         |           |
| Мідтьюлланн   | 4:0     | Оденсе    |
| 4 квітня 2019 |         |           |
| Брондбю       | 1:0     | Ольборг   |

## Фінал
| 17 травня 2019 18:00 (EEST) |

| Брондбю    | 1:1 дч   | Мідтьюлланн  |
| ---------- | -------- | ------------ |
| Кайзер 21' | Протокол | К. Гансен 6' |

| Паркен, Копенгаген Глядачів: 31 430 Арбітр: Петер К'яерсгаард-Андерсен |

|                                             |     | Пенальті                                       |  |
| Кайзер · Юнг · Вільчек · Радошевич · Халімі | 3:4 | Поульсен · Тюкосен · Даль Енде · Мабіл · Шольц |  |